# Queen of Katwe
Queen of Katwe ist eine US-amerikanische Filmbiografie der indischen Regisseurin Mira Nair und erzählt die Geschichte von Phiona Mutesi aus Uganda, die in kürzester Zeit zur Profi-Schachspielerin wurde, und von ihren Auftritten bei Weltschacholympiaden. Der Film basiert auf dem Buch Das Schachmädchen – Der erstaunliche Weg der Phiona Mutesi (Originaltitel The Queen of Katwe) von Tim Crothers. Queen of Katwe wurde von Walt Disney Pictures und ESPN Films produziert und feierte am 10. September 2016 im Rahmen des Toronto International Film Festivals 2016 seine Weltpremiere. Am 23. September 2016 kam der Film in die US-amerikanischen Kinos.

## Handlung
Die zehnjährige Phiona Mutesi wächst in den Straßen von Katwe, einem der elendsten Slums innerhalb von Kampala, der Hauptstadt des ostafrikanischen Staates Uganda, heran. Mit ihrer Mutter Nakku und ihren drei Geschwistern lebt sie auf engstem Raum, mit Ratten, Hunden und anderen Tieren und ohne Strom oder fließend Wasser. Sie und ihre Geschwister sind gezwungen für den Unterhalt der Familie zu sorgen, und sie sammeln das nötigste Essen auf der Straße und durchwühlen den Müll, um damit ein wenig Geld zu machen. Sie sind Analphabeten, denn an Schulbildung ist kaum zu denken.
Ein Ausweg aus dem Slum scheint es nicht zu geben, doch dann gerät Phiona an ihren rettenden Engel Robert Katende, auf den sie bei der Suche nach einer Schale Getreidebrei trifft. Katende ist Missionar und Sozialarbeiter, und er setzt sich für die am wenigsten privilegierten Kinder und Jugendlichen ein. Er versucht das Leben der Slum-Kinder etwas erfüllender zu machen, spielt mit ihnen Fußball und lehrt sie Schach, das Spiel der Könige, das sie mit selbst geschnitzten Figuren spielen. Anfänglich hat Phiona Schwierigkeiten, die komplizierten Regeln zu lernen, doch sie besitzt ein erstaunliches Talent, und bald schon besiegt sie viel erfahrenere Spieler.
Auch wenn ihre Mutter anfänglich dagegen ist, zeigt sie bald erst im Sudan und dann in Moskau ihr Talent und wird zur Hoffnung des ugandischen Schachs. Eine erstaunliche Karriere beginnt, die es Phiona ermöglicht, ihrer Familie ein besseres Leben zu geben. Viel wichtiger ist, dass Phiona durch ihre Erfolge langsam an Selbstvertrauen gewinnt. Sie realisiert, dass das Leben ihr mehr bieten könnte als ein Leben im Slum Kampalas.

## Hintergrund

### Phiona Mutesi

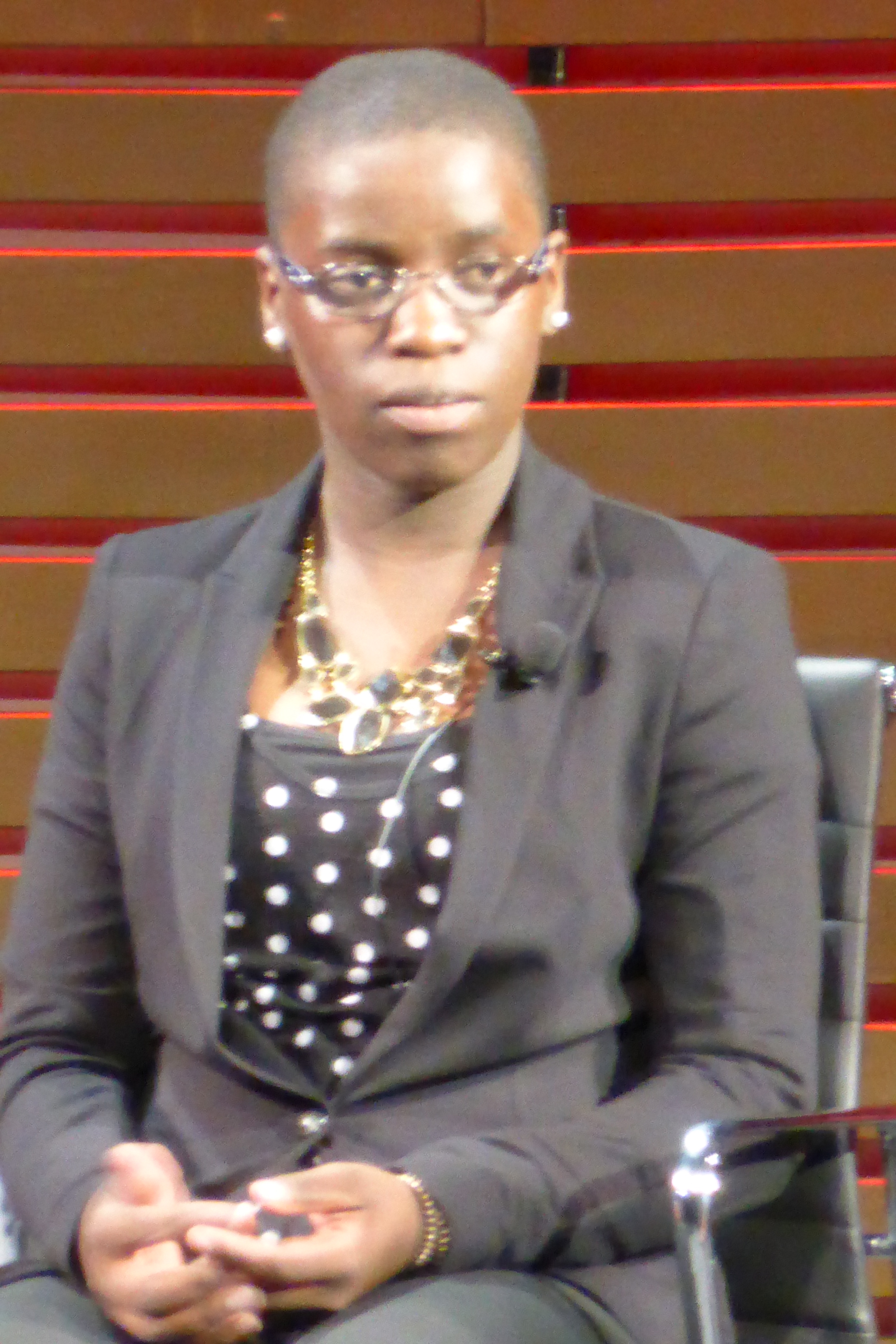
Phiona Mutesi (2013)

Die im Film porträtierte Phiona Mutesi, die irgendwann zwischen 1993 und 1995 zur Welt kam, wuchs in Katwe auf, einem Slum am Rande der ugandischen Hauptstadt Kampala, wo sie mit ihrer Mutter und ihren drei Geschwistern in einer schäbigen Wellblechhütte lebte. Die Familie zählte zu den Ärmsten der Armen in Afrika, und sie und ihre Geschwister mussten oft hungrig zu Bett gehen und häufig auf der Straße schlafen. Als Phiona drei Jahre alt war, starb ihr Vater an AIDS, kurz darauf ihre ältere Schwester Julia an einer unbekannten Ursache. Ihre Mutter, die nie zu Hause war, konnte das Geld für die Schule nicht aufbringen, daher konnte sie weder lesen noch schreiben.
An einem Tag im Jahr 2005, als Phiona etwa neun Jahre alt war, lief sie durch die Straßen des Slums und bettelte nach etwas Essbarem. Hierbei traf sie auf Robert Katende, einen damals 28-jährigen Missionar und Schachlehrer, der für das US Charity Sports Outreach Institute arbeitete. Dieser machte ihr das Angebot, sie werde etwas zu essen bekommen, wenn sie sich bereit erklärt, von ihm eine Schachlektion zu erhalten. Phiona stimmte zu und erhielt die versprochene Schale Posho, einen Getreidebrei.
Von diesem Tag an lief Phiona jeden Tag die 6,5 Kilometer Entfernung von ihrer Hütte bis zu Katendes Kirche, wo der Geistliche Slumkinder mit einer warmen Mahlzeit versorgte und vielen von ihnen das Schachspielen beibrachte. Es gab dort gerade einmal sieben Schachbretter, und manche der fehlenden Figuren mussten durch Gegenstände ersetzt werden, die sie im Müll fanden. Katende erkannte schnell ihr enormes Talent und begann, sie gezielt zu fördern.

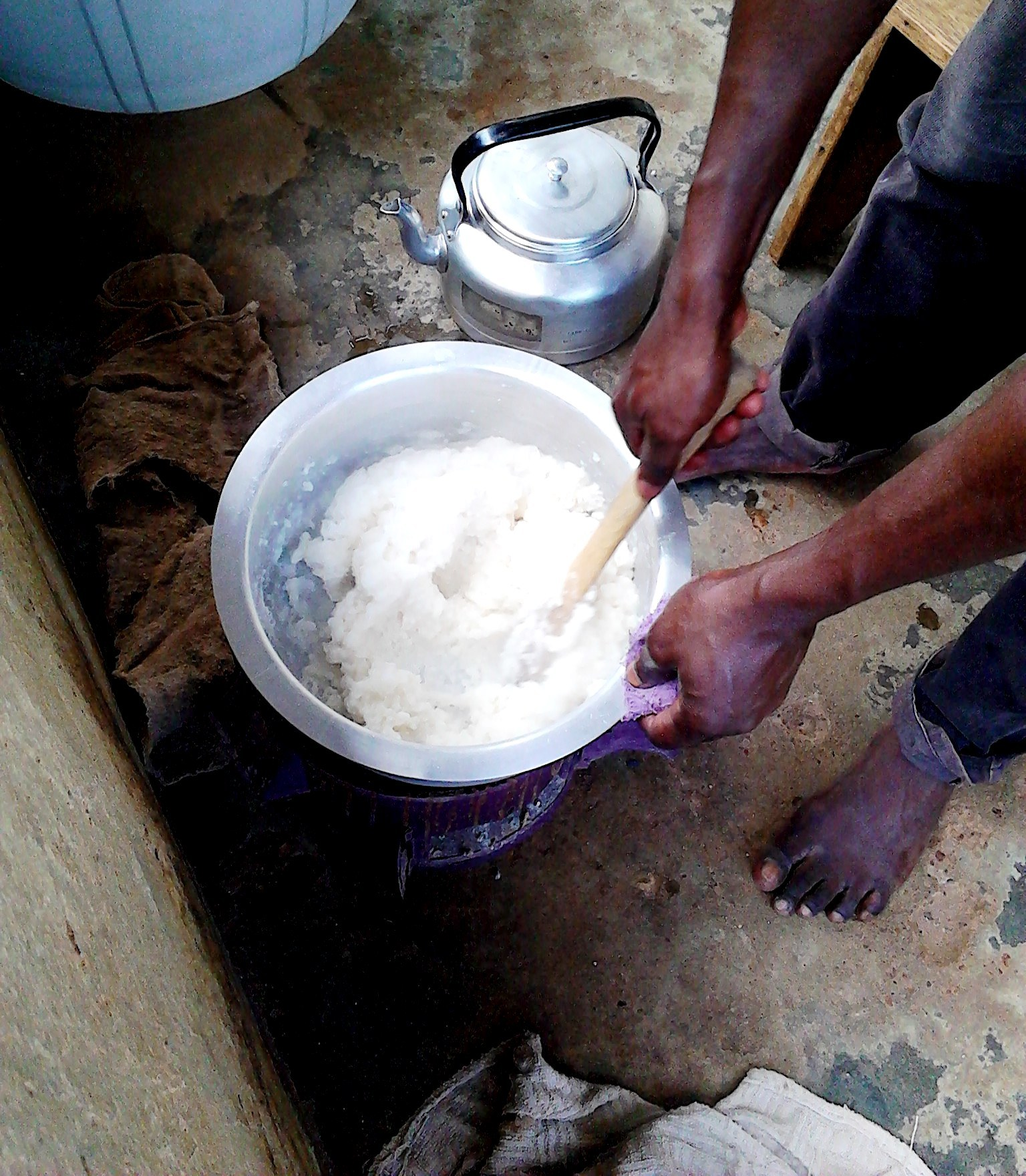
Eine Schale Posho war für Phiona der Anreiz, mit dem Schachspielen zu beginnen

Mit 11 Jahren konnte Phiona erstmals die Juniorenmeisterschaften ihres Landes für sich entscheiden und gewann diesen Titel in den folgenden Jahren zwei weitere Male. Im Alter von 15 Jahren wurde sie nationale Meisterin von Uganda und nahm auch an internationalen Wettbewerben teil. Zum ersten Mal an einer Schacholympiade nahm sie bei der Schacholympiade 2010 im russischen Chanty-Mansijsk teil. Sie spielte dort am zweiten Brett der ugandischen Frauennationalmannschaft. Sie war in ihrem Team die einzige Spielerin, die nicht berufstätig war oder studierte. Von dem gewonnenen Preisgeld in Höhe von 130 Pfund zahlte sie ihr Schulgeld und leistete sich eine Haarverlängerung. Den Rest bot sie Katende an, der dies jedoch ablehnte und sie überzeugte, davon vier Matratzen und ein Vieretagenbett zu kaufen, damit Phiona und ihre Familie nicht weiterhin auf zerschlissenen Matratzen auf dem Boden schlafen mussten.
Phiona sagte ihrem Biografen Tim Crothers später rückblickend auf ihre Karriere als Schach-Profi: „Am Anfang war Schach für mich nur eine Schale Haferbrei.“ Schach habe ihr letztlich aber auch die Möglichkeit gegeben, wieder zur Schule zu gehen. Phiona hat inzwischen nicht nur Lesen und Schreiben gelernt, sondern auch Englisch. Ihr nächstes Ziel ist es, zu studieren und Ärztin zu werden. Für ihren Förderer Robert Katende ist der Erfolg seiner begabten Schülerin eine Bestätigung seines Projekts: „Schach lehrt dich, Situationen zu bewerten, Entscheidungen zu treffen, Probleme zu lösen, jede Herausforderung als Chance zu sehen – und nach Möglichkeit nicht aufzugeben. Die Disziplin, die Geduld … alles, was mit dem Leben zu tun hat, kann man in diesem Spiel finden.“

### Biografie und früherer Kurzfilm
Der Autor und Sportjournalist Tim Crothers veröffentlichte am 10. Januar 2011 in der Zeitschrift ESPN den Artikel Game of her life über Phiona Mutesi. Kurze Zeit später veröffentlichte Crothers eine Biografie mit dem Titel The Queen of Katwe, das von ihrer Kindheit und ihrer unerwarteten Karriere berichtete, damit die weltweite Aufmerksamkeit auf das Schicksal des Ausnahmetalents lenkte und später auch in einer Übersetzung von Liselotte Prugger mit dem Titel Das Schachmädchen – Der erstaunliche Weg der Phiona Mutesi in deutscher Sprache erschien. Crothers nannte Phiona Mutesi einen „ultimativen Underdog“. Die Filmrechte am Buch wurden später von Disney erworben.
Bereits 2011 drehte und veröffentlichte der Kameramann Keith Furr den Kurzfilm The Queen of Katwe – A Short Documentary about Phiona Mutesi. Bei den Dreharbeiten wurde er von Tim Crothers und David Johnson begleitet.

## Produktion

### Stab und Besetzung
Der Film wurde von Walt Disney Pictures und ESPN Films produziert. Die Regie übernahm die in Indien geborene Mira Nair, die abwechselnd in New York, Delhi und der ugandischen Hauptstadt Kampala lebt, wo der Film auch zu großen Teilen gedreht wurde. Mit ihrem Debüt-Spielfilm Salaam Bombay! hatte Nair 1988 bei den Filmfestspiele von Cannes die Caméra d’Or gewonnen, zudem wurde dieser im Rahmen der Oscarverleihung 1989 in der Kategorie Bester fremdsprachiger Film für einen Oscar nominiert.
Die aus Kampala stammende Madina Nalwanga debütiert im Film in der Rolle von Phiona Mutesi, und Lupita Nyong’o spielt ihre Mutter Nakku Harriet. Nairs Ehemann, der ugandische Politologe Mahmood Mamdani, ist ein alter Freund von Nyong’os Vater, mit dem dieser gemeinsam in den späten 1960er Jahren an der Makerere University studierte. David Oyelowo übernahm die Rolle von Robert Katende, der Missionar und Schachlehrer, der zum Förderer und Mentor von Phiona wird. Die ugandische Schauspielerin Esther Tebandeke übernahm die Rolle von Sara Katende. Kabanza und Taryn Kyaze, die wie Nalwanga ebenfalls aus Kampala stammen, sind im Film in den Rollen von Phiona Mutesis ältesten Geschwistern Mugabi Brian und Night zu sehen.

### Dreharbeiten und Filmmusik

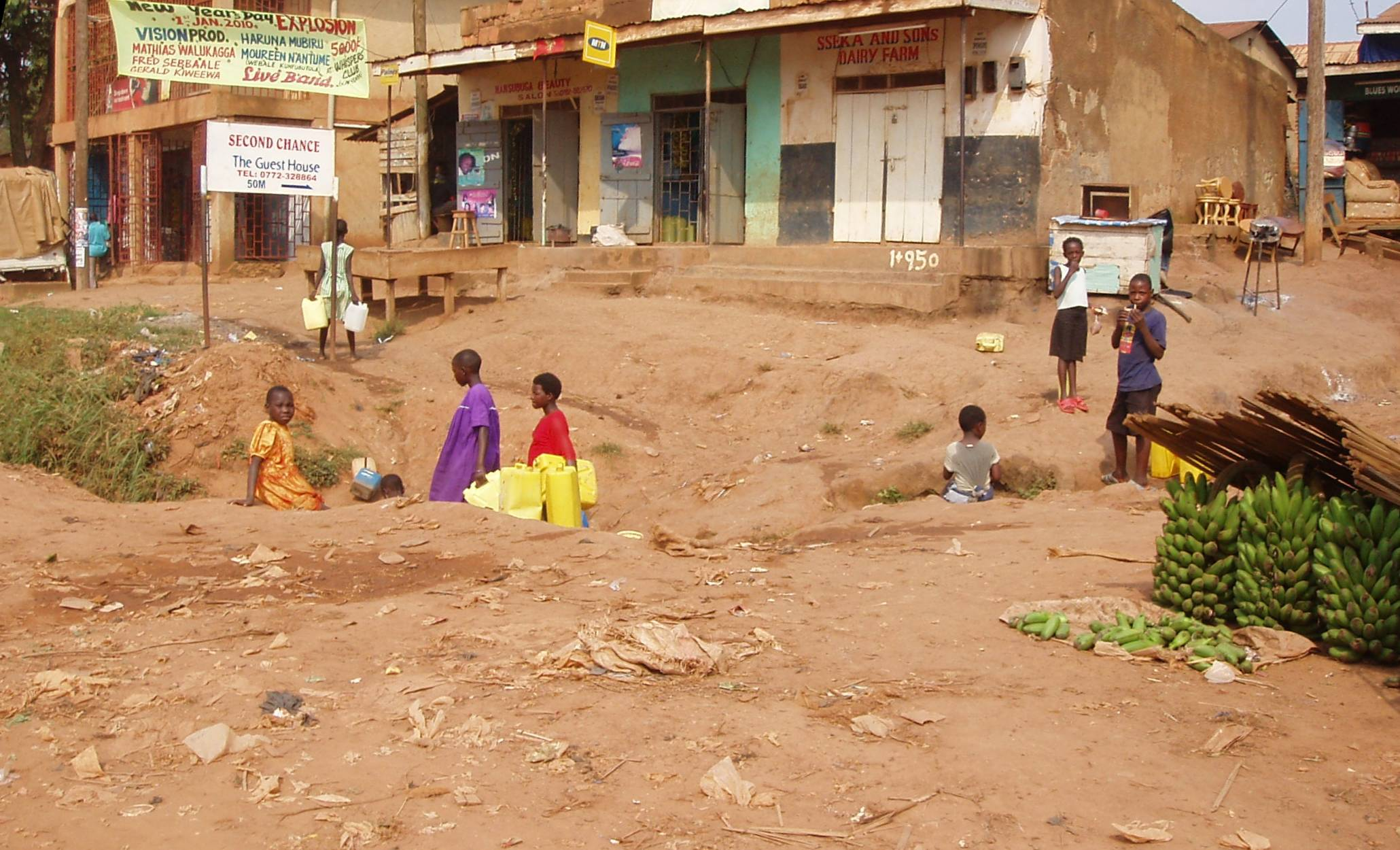
Der Film wurde in den Slums von Kampala gedreht

Die Dreharbeiten wurden im März 2015 begonnen und im Juli 2015 beendet. Sie fanden im südafrikanischen Johannesburg und in der ugandischen Hauptstadt Kampala statt, die unter anderem den Slums von Katwe als Kulisse diente. Die Dreharbeiten in Uganda wurden häufig von Phiona Mutesi und Robert Katende begleitet.
Die Filmmusik komponierte Alex Heffes, der zuvor daran gearbeitet hatte, der Musik zur Miniserie Roots authentische, afrikanische Klänge zu geben und einen jeweils passenden Sound für die einzelnen Figuren zu kreieren. Alicia Keys, Carlo Montagnese und Billy Walsh schrieben für den Soundtrack das Lied Back To Life, das von Keys gesungen wird. Der Song beginnt als Pianoballade mit einigen Streichern,  wird dann zu einem höhergeschwindigen Popsong und erzählt davon, dass wir die kleine Stimme in unserem Kopf, die uns zweifeln lässt, zur Seite schieben und stattdessen die Welt elektrisieren sollen. Der Song wurde am 1. September 2016 vorab als Single veröffentlicht, der gesamte Soundtrack zum Film am 23. September 2016.
Scott Feinberg von The Hollywood Reporter erachtete bereits vor der Premiere des Films die Arbeit von Heffes als Oscar-würdig, obwohl zu diesem Zeitpunkt nur wenige Passagen der Filmmusik bekannt waren. Im Dezember 2016 wurde der Soundtrack von Heffes als Anwärter bei der Oscarverleihung 2017 in der Kategorie Beste Filmmusik in die Kandidatenliste (Longlist) aufgenommen, aus denen die Mitglieder der Akademie die offiziellen Nominierungen bestimmen werden. Das auf dem Soundtrack enthaltene, von Alicia Keys gesungene Lied Back To Life wurde in die Longlist für den Besten Filmsong aufgenommen.

### Veröffentlichung

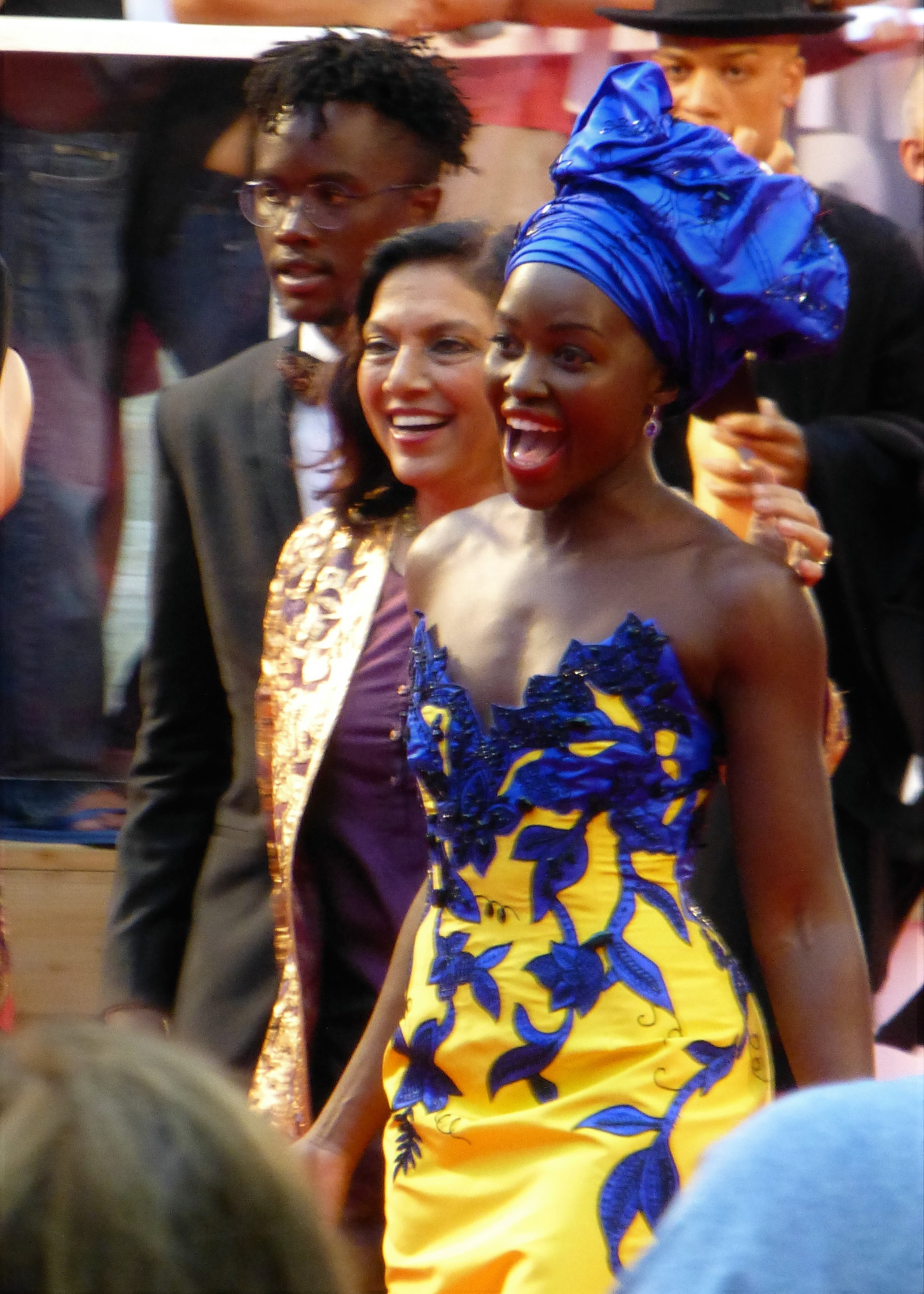
Regisseurin Mira Nair und Lupita Nyong’o bei der Premiere des Films in Toronto

Der Film feierte am 10. September im Rahmen des Toronto International Film Festivals 2016 seine Weltpremiere und kam am 23. September 2016 in die US-amerikanischen Kinos. Seine Europapremiere feierte der Film am 9. Oktober 2016 im Rahmen des London Film Festivals. Am 21. Oktober 2016 kam der Film offiziell in die Kinos im Vereinigten Königreich und am 20. April 2017 in die deutschen Kinos.

## Rezeption

### Altersfreigabe
In Deutschland wurde der Film von der FSK ohne Altersbeschränkung freigegeben. In der Freigabebegründung heißt es: „Der Film konzentriert sich auf seine kluge und selbstbewusste junge Protagonistin sowie ihr positives erwachsenes Umfeld und betont dabei Werte wie familiären Zusammenhalt, Zuverlässigkeit und Solidarität. Er schildert auch die schwierigen sozialen Verhältnisse, allerdings ohne diese allzu drastisch auszumalen. [...] Aufgrund der positiven Atmosphäre und der starken Hauptfigur finden bereits Kinder im Vorschulalter ausreichenden emotionalen Halt und können den Film ohne Beeinträchtigung verarbeiten.“

### Kritiken und Einspielergebnis
Der Film konnte 94 Prozent der Kritiker bei Rotten Tomatoes überzeugen. Queen of Katwe befindet sich in den TOP 100 der hier am besten bewerteten Filme des Jahres 2016. Zudem ging der Film aus den 18th Annual Golden Tomato Awards in der Kategorie Best Kids/Family Movie 2016 als Zweitplatzierter hervor. Bei Metacritic erhielt der Film einen Metascore von 73 von 100 möglichen Punkten.
Rüdiger Suchsland von SWR2 sagt, bei Queen of Katwe handele es sich um eine Geschichte, die im Prinzip an eines der Märchen aus tausendundeiner Nacht erinnere, aber vom Leben geschrieben wurde. Disney präsentiere darin eine Heldin, die Schneewittchen, Aschenputtel oder Bambi ähnele und ein positives Beispiel setze, das ganz dem bekannt erzkonservativen Wertekanon des Unternehmens entspreche, klug, moralisch sauber, frei von Drogen und unangenehmen Eigenschaften sei, und damit fast zu gut, um echt zu sein. Der Film sei politisch überkorrekt, aber auch ein bisschen langweilig, so Suchsland.
Auch wenn Nair vielleicht etwas zu viel getan habe, um den Film einem großen Publikum gefällig zu machen, so Sheri Linden von The Hollywood Reporter, beweise die Regisseurin eine starke Zuneigung zu den Figuren. Der Film sei zu einem großen Teil eine Hommage an die mütterliche Opferbereitschaft und Hingabe. Lindens Kollege Scott Feinberg erkannte im Film einen potenziellen Oscar-Kandidaten und in Lupita Nyong’o eine Kandidatin in der Kategorie Beste Nebendarstellerin.
In den USA vergaben die Zuschauer für den Film nach seinem Start den CinemaScore „A+“, was einer „1+“ entspricht. Die Einnahmen aus Kinovorführungen dort liegen bei 8,9 Millionen US-Dollar, die weltweiten Einnahmen bei 10,4 Millionen US-Dollar.

### Auszeichnungen
Critics’ Choice Movie Awards 2016 (Dezember)
- Nominierung als Beste Jungdarstellerin (Madina Nalwanga)[33]

London Critics’ Circle Film Awards 2017
- Nominierung als Bester britischer Darsteller (David Oyelowo, auch für A United Kingdom)[34]

NAACP Image Awards 2017
- Nominierung als Beste Hauptdarstellerin (Madina Nalwanga)
- Nominierung als Bester Nebendarsteller (David Oyelowo)
- Nominierung als Beste Nebendarstellerin (Lupita Nyong’o)[35]